# Lanzo d'Intelvi
Lanzo d'Intelvi là một đô thị ở tỉnh Como trong vùng Lombardia, có cự ly khoảng 60 kilômét (37 mi) về phía bắc của Milano và khoảng 20 kilômét (12 mi) về phía bắc của Como, ở biên giới với Thụy Sĩ. Tại thời điểm ngày 31 tháng 12 năm 2004, đô thị này có dân số 1.361 người và diện tích là 10,0 km².
Lanzo d'Intelvi giáp các đô thị: Arogno (Thụy Sĩ), Lugano (Thụy Sĩ), Pellio Intelvi, Ramponio Verna, Valsolda.